# Лорен Дейґл
Лорен Ешлі Дейґл (англ. Lauren Ashley Daigle; нар. 9 вересня, Лафаєт) — американська виконавиця сучасної християнської музики та піснярка. 

## Творчість
Після підписання угоди з лейблом «Центриситі м'юзик» 2015 року випустила дебютний альбом «How Can It Be». Альбом здобув позицію № 1 в чарті «Найліпші християнські альбоми» журналу «Біллборд», одержав платинову нагороду від «ААКЗ» та подарував три сингли, які здобули позиції № 1 в чарті «Християнська музика» журналу «Біллборд» («First», «Trust in You» та «O'Lord»).
Третій студійний альбом Дейґл «Look Up Child» вийшов у вересні 2018 року. Завдяки успіху поп-кросоверу синглу «You Say», альбом дебютував на позиції №3 чарту «Біллборд 200», ставши найвищим чартовим християнським альбом від виконавця жіночої статі за понад 20 років, а також здобувши позицію №1 у чарті «Найліпші християнські альбоми» із 115 000 альбом-еквівалентних одиниць, проданих за перший тиждень. Основний сингл альбому — «You Say» досяг піку на позиції №29 чарту «Біллборд 100» та побив рекорд за кількістю тижнів на позиції №1 в чарті «Гарячі християнські пісні» журналу «Біллборд» з результатом 35 тижні для сольного артиста. Альбом і відповідний сингл завоювали для Лорен Дейґл дві нагороди «Ґреммі».
На додачу до двох нагород «Ґреммі», Дейґл виборола сім нагород «GMA Dove», три музичних нагороди «Біллборд», дві американські музичні премії, а чотири її сингли здобули позиції №1 в чартах «Християнська музика» та «Гарячі християнські пісні» журналу «Біллборд».